# 波尔塔瓦州州长
波尔塔瓦州州长（烏克蘭語：Івано-Франківська обласна державна адміністрація）是波尔塔瓦州行政部门的负责人。该职位由乌克兰总统任命。现任州长为菲利普·普罗宁。